# Branky, body, kokoti
Branky, body, kokoti je satirický online pořad s Terezou Dočkalovou v hlavní roli, který v letech 2018–2021 vysílala online televize Blesk pro ženy.

## Obsah
Pořad se zaměřoval satirickou formou na témata a problémy související s nerovnoprávností a diskriminací žen, genderovými stereotypy, sexismem nebo šovinismem. Název je inspirován sportovním pořadem Branky, body, vteřiny. Součástí každého dílu je také ocenění Prasák týdne, které získával nejvíce sexistický výrok. Pořad má výrazně feministické zabarvení.

## Tvůrci
Režisérem a iniciátorem pořadu byl Petr Cífka, scénář psaly autorky Brigita Zemen, Radka Wallerová a Markéta Grosmanová. Moderátorkou byla česká divadelní a filmová herečka Tereza Dočkalová.

## Přijetí
Pořad byl přirovnáván k satirické sérii Česká soda. Vzbudil mnohé kontroverze, neboť se zabýval problematickými výroky politiků a veřejně známých osob. V roce 2021 byly texty vydány i v knižní podobě. V tomtéž roce na pořad navázalo pokračování Kokoti na neděli, který byl připraven pro televizi Seznam a byl vysílán do roku 2023. Z pořadu pochází také legendární hláška "Já se z toho vobkreslim."